# Pozanco
Pozanco es un municipio y localidad española de la provincia de Ávila, en la comunidad autónoma de Castilla y León. El término municipal tiene una población de 60 habitantes (INE 2024).

## Geografía

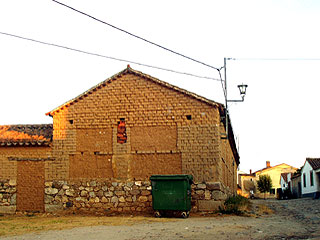
Casa típica construida en adobe

Tiene una superficie de 11,07 km². Limita al este con el término municipal de Santo Domingo de las Posadas, al norte con el de Vega de Santa María, al oeste con el Las Berlanas y al sur con el de Mingorría.

## Historia
Hacia mediados del siglo XIX, el lugar tenía contabilizada una población de 71 habitantes. La localidad aparece descrita en el decimotercer volumen del Diccionario geográfico-estadístico-histórico de España y sus posesiones de Ultramar de Pascual Madoz de la siguiente manera:

POZANCO: v. con ayunt. de la prov., part. jud. y dióc. de Avila (3 leg.), aud. terr. de Madrid (16), c. g. de Castilla la Vieja (Valladolid 18): sit. en un pequeño cerro, la combaten todos los vientos, en particular los de SE. y O. y su clima es templado y sano. Tiene 37 casas de inferior construccion, inclusa la de ayuny.; escuela de primeras letras comun á ambos sexos, á la que concurren de 10 á 12 alumnos, dotada con 800 rs.; una igl. parr. (San Juan Bautista) con curato de primer ascenso y provision ordinaria; una ermita (la Sta. Vera Cruz) con culto público, á espensas de los hermanos de la cofradía del mismo nombre, y los vec. se surten de aguas para sus usos, de las de una fuente titulada Nueva; otra fuente se encuentra inmediata á la anterior, llamada Vieja, cuyas aguas se utilizan para el riego de varios huertos: confina el térm. N. Vega de Sta. Maria y Sto. Domingo de las Posadas; E. con el mismo Sto. Domingo; S. Mingorria y Zorita de los Molinos, y O. Zorita y Peñalba: se estiende 1 1/2 leg. de N. á S. y 3/4 de E. á O.; y comprende un hermoso prado, que cria escelentes pastos, y 1.200 fan. de tierra; 900 cultivadas y 300 incultas; le atraviesa el r. Adaja, el que sirve de linea divisoria á este térm. y el de Zorita de los Molinos. El terreno es de segunda y tercera calidad. caminos: los que dirigen á los pueblos limítrofes, en mediano estado. El correo se recibe en la cab. del part. prod.: trigo, cebada, centeno, algarrobas y escelentes garbanzos; mantiene ganado lanar y vacuno, y cria caza de liebres, conejos y perdices. ind.: la agrícola y 3 molinos harineros, cuyas ruedas reciben impulso, con las aguas del Adaja uno, y los otros dos con las de dos grandes manantiales. pobl.: 25 vec., 71 alm. cap. prod.: 437,500 rs. imp.: 17,500. ind. y fabr.: 2,750. contr.: 4,413 reales con 19 maravedises.
(Madoz, 1849, p. 186)

## Demografía
Pozanco cuenta con una población de 60 habitantes (INE 2024).
| Gráfica de evolución demográfica de Pozanco entre 1842 y 2021                                                         |
| |
| Población de derecho según los censos de población del INE. Población de hecho según los censos de población del INE. |

## Patrimonio

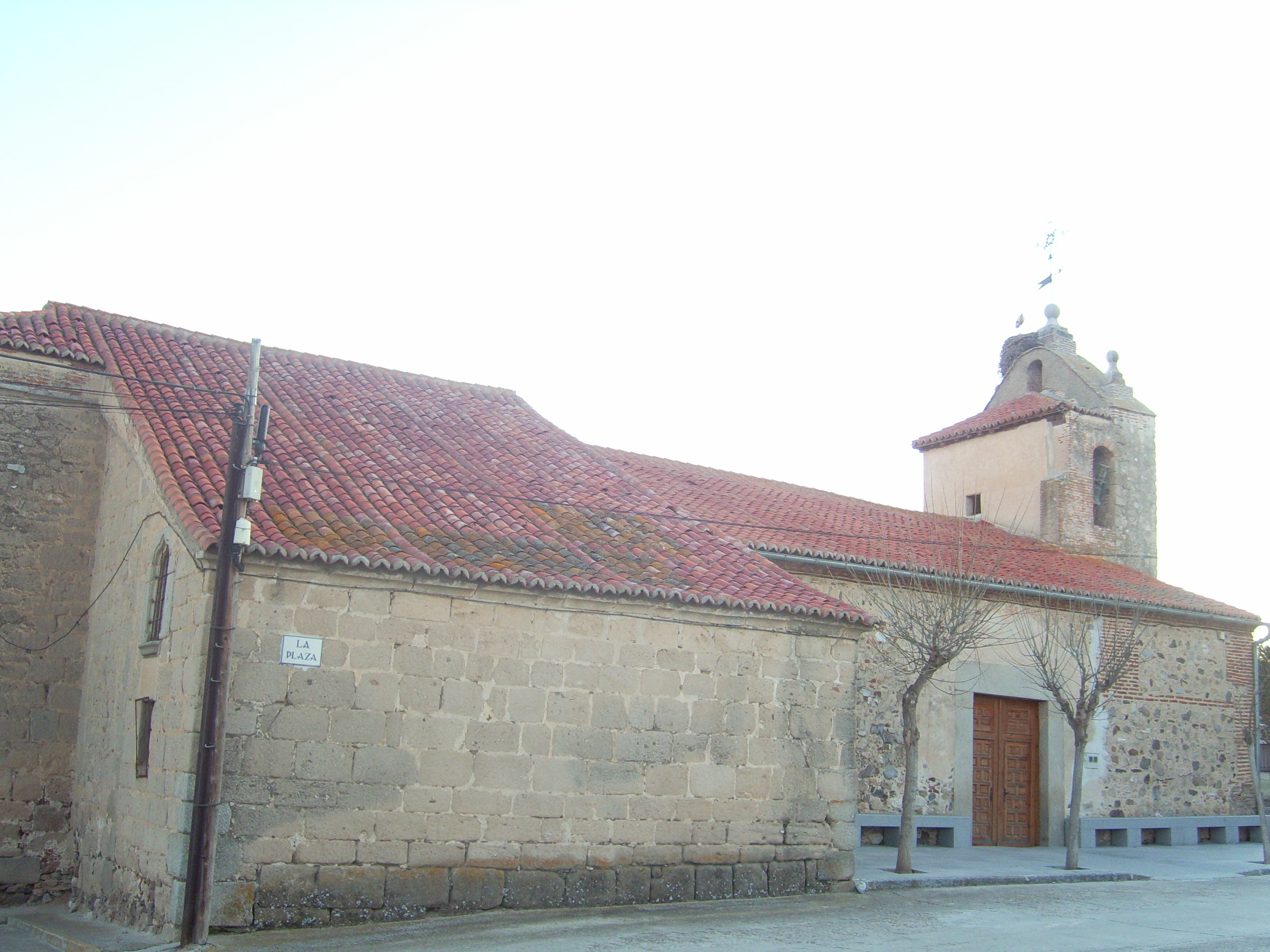
Iglesia de San Juan Bautista

En la localidad hay una iglesia parroquial bajo la advocación de San Juan Bautista.